# UTC+5:30
UTC+5:30 er en tidszone som er 5 timer og 30 minutter foran standardtiden UTC.
UTC+5:30 bruges året rundt af:
- Indien (også benævnt Indisk standardtid, IST)
- Sri Lanka